# Nephila inaurata
Nephila inaurata är en spindelart som först beskrevs av Charles Athanase Walckenaer 1842.  Nephila inaurata ingår i släktet Nephila och familjen Nephilidae. Utöver nominatformen finns också underarten N. i. madagascariensis.

## Utseende
Kroppen hos honor blir i genomsnitt 34,1 mm medan hanar blir 5,7 mm.